# كوفيا
كوفيا أو فوقية (الاسم العلمي:Cuphea) هي جنس نباتي يتبع فصيلة الخثرية من رتبة الآسيات، تنمو في المناطق الاستوائية.

## قائمة أنواع الكوفيا
يوجد عدة أنواع من جنس الكوفيا:

- كوفيا إبرية (الاسم العلمي:Cuphea acicularis)
- كوفيا قلمنتية الأوراق (الاسم العلمي:Cuphea acinifolia)
- كوفيا قلمنتية (الاسم العلمي:Cuphea acinos)
- كوفيا ضيقة الأوراق (الاسم العلمي:Cuphea angustifolia)
- كوفيا حلقية (الاسم العلمي:Cuphea annulata)
- كوفيا مفتوحة (الاسم العلمي:Cuphea aperta)
- كوفيا سفوية (الاسم العلمي:Cuphea aristata)
- كوفيا مسلحة (الاسم العلمي:Cuphea armata)
- كوفيا خشنة (الاسم العلمي:Cuphea aspera)
- كوفيا قصيرة العنق (الاسم العلمي:Cuphea brachypoda)
- كوفيا سهلية (الاسم العلمي:Cuphea campestris)
- كوفيا مزدحمة (الاسم العلمي:Cuphea congesta)
- كوفيا زرقاء (الاسم العلمي:Cuphea cyanea)
- كوفيا كثيفة الأزهار (الاسم العلمي:Cuphea densiflora)
- كوفيا مسننة (الاسم العلمي:Cuphea denticulata)
- كوفيا إهليليجية (الاسم العلمي:Cuphea elliptica)
- كوفيا منفية (الاسم العلمي:Cuphea exilis)
- كوفيا مصفرة (الاسم العلمي:Cuphea flava)
- كوفيا مثمرة (الاسم العلمي:Cuphea fruticosa)
- كوفيا غبراء (الاسم العلمي:Cuphea glauca)
- كوفيا دبقية (الاسم العلمي:Cuphea glutinosa)
- كوفيا رشيقة (الاسم العلمي:Cuphea gracilis)
- كوفيا كبيرة الأزهار (الاسم العلمي:Cuphea grandiflora)
- كوفيا متباينة التويجات (الاسم العلمي:Cuphea heteropetala)
- كوفيا متباينة الأوراق (الاسم العلمي:Cuphea heterophylla)
- كوفيا زوفية الأوراق (الاسم العلمي:Cuphea hyssopifolia)
- كوفيا نارية (الاسم العلمي:Cuphea ignea)
- كوفيا منتفخة (الاسم العلمي:Cuphea inflata)
- كوفيا متوسطة (الاسم العلمي:Cuphea intermedia)
- كوفيا سهمية (الاسم العلمي:Cuphea lanceolata)
- كوفيا صفراء (الاسم العلمي:Cuphea lutea)
- كوفيا عظيمة الأوراق (الاسم العلمي:Cuphea megalophylla)
- كوفيا متعددة الأزهار (الاسم العلمي:Cuphea multiflora)
- كوفيا مستنقعية (الاسم العلمي:Cuphea palustris)
- كوفيا مفترشة (الاسم العلمي:Cuphea procumbens)
- كوفيا جميلة (الاسم العلمي:Cuphea pulchra)
- كوفيا منقطة (الاسم العلمي:Cuphea punctulata)
- كوفيا عنقودية (الاسم العلمي:Cuphea racemosa)
- كوفيا زاحفة (الاسم العلمي:Cuphea repens)
- كوفيا شبكية (الاسم العلمي:Cuphea reticulata)
- كوفيا وردية (الاسم العلمي:Cuphea roseana)
- كوفيا مستديرة الأوراق (الاسم العلمي:Cuphea rotundifolia)
- كوفيا محمرة (الاسم العلمي:Cuphea rubescens)
- كوفيا صخرية (الاسم العلمي:Cuphea rupestris)
- كوفيا هلبية (الاسم العلمي:Cuphea setosa)
- كوفيا منظارية (الاسم العلمي:Cuphea spectabilis)
- كوفيا بديعة (الاسم العلمي:Cuphea splendida)
- كوفيا ضيق التويجية (الاسم العلمي:Cuphea stenopetala)
- كوفيا ضامرة (الاسم العلمي:Cuphea strigulosa)
- كوفيا درنية (الاسم العلمي:Cuphea tuberosa)
- كوفيا محرقة (الاسم العلمي:Cuphea urens)
- كوفيا قريبية (الاسم العلمي:Cuphea utriculosa)
- كوفيا متغيرة (الاسم العلمي:Cuphea varia)
- كوفيا حويصلية (الاسم العلمي:Cuphea vesiculosa)
- كوفيا دبقة (الاسم العلمي:Cuphea viscosa)
- كوفيا صفراء التويج (الاسم العلمي:Cuphea xanthopetala)